# Norzagaray
Norzagaray è una municipalità di prima classe delle Filippine, situata nella Provincia di Bulacan, nella Regione del Luzon Centrale.
Norzagaray è formata da 13 baranggay:
- Bangkal
- Baraka
- Bigte
- Bitungol
- Friendship Village Resources[2]
- Matictic
- Minuyan
- Partida
- Pinagtulayan
- Poblacion
- San Lorenzo
- San Mateo
- Tigbe